# Bacanius rombophorus
Bacanius rombophorus är en skalbaggsart som först beskrevs av Aubé 1843.  Bacanius rombophorus ingår i släktet Bacanius och familjen stumpbaggar. Inga underarter finns listade i Catalogue of Life.